# Liste der Gemeindeverbände im Département Eure
Das Département Eure liegt in der Region Normandie in Frankreich. Es untergliedert sich in 15 Gemeindeverbände.
Siehe auch: Liste der Gemeinden im Département Eure

## Gemeindeverbände

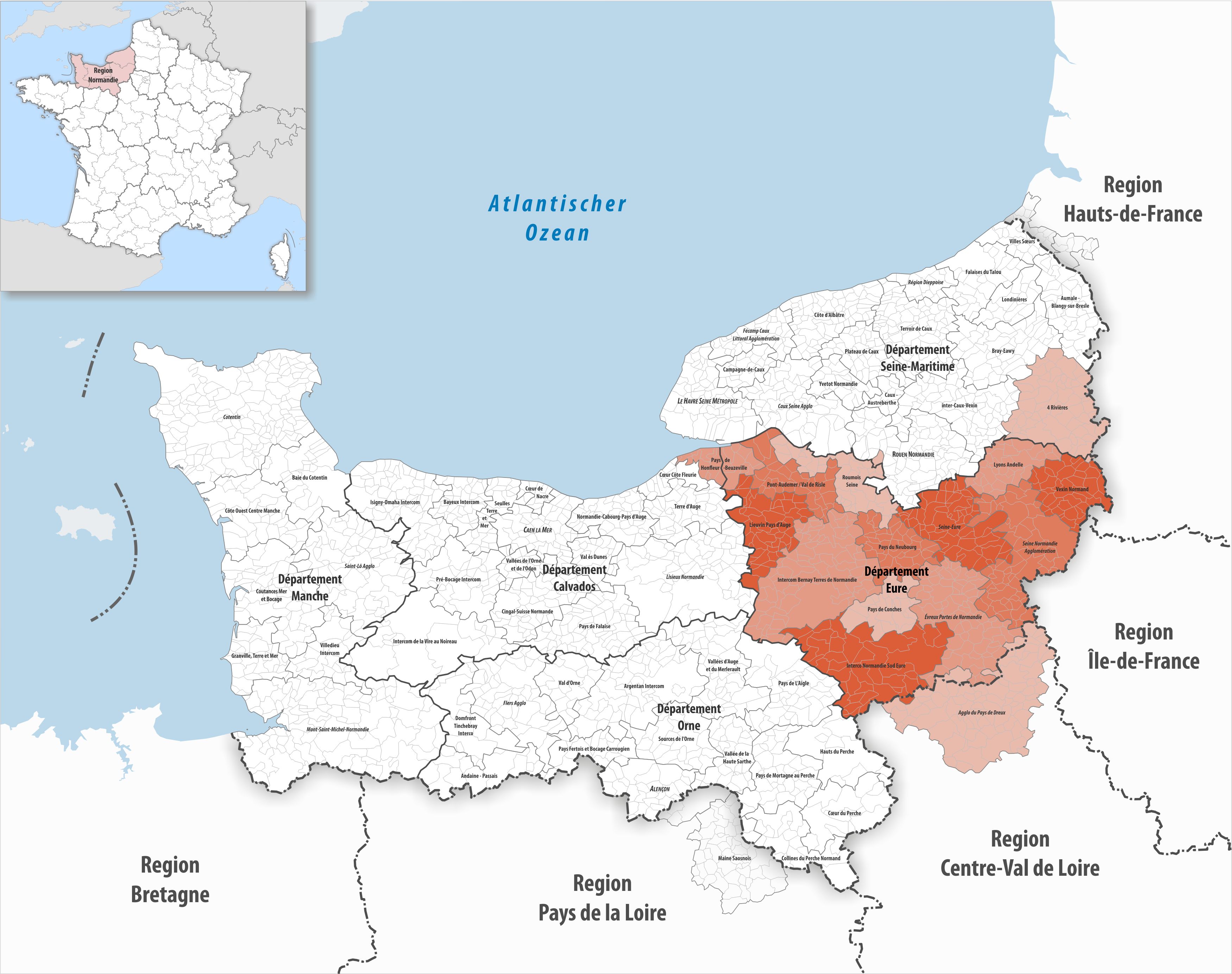
Gemeindeverbände im Département Eure

| Gemeindeverband                     | Gemeinden im Départ./Verband | Einwohner 1. Januar 2022 | Fläche km² | Dichte Einw./km² | SIREN- Nummer | Rechtsform                 | Gründungsdatum     |
| ----------------------------------- | ---------------------------- | ------------------------ | ---------- | ---------------- | ------------- | -------------------------- | ------------------ |
| 4 Rivières                          | 1/53                         | 28.632                   | 607,58     | 47               | 200 069 730   | Communauté de communes     | 1. Dezember 2016   |
| Agglo du Pays de Dreux              | 6/81                         | 116.484                  | 1.055,70   | 110              | 200 040 277   | Communauté d’agglomération | 1. Januar 2014     |
| Évreux Portes de Normandie          | 74/74                        | 112.285                  | 659,25     | 170              | 200 071 454   | Communauté d’agglomération | 13. Dezember 2016  |
| Interco Normandie Sud Eure          | 40/41                        | 37.606                   | 811,42     | 46               | 200 066 462   | Communauté de communes     | 16. September 2016 |
| Intercom Bernay Terres de Normandie | 75/75                        | 54.314                   | 916,89     | 59               | 200 066 413   | Communauté de communes     | 28. September 2016 |
| Lieuvin Pays d’Auge                 | 51/51                        | 20.316                   | 410,55     | 49               | 200 066 017   | Communauté de communes     | 19. September 2016 |
| Lyons Andelle                       | 30/30                        | 20.594                   | 275,42     | 75               | 200 070 142   | Communauté de communes     | 5. Dezember 2016   |
| Pays de Conches                     | 25/25                        | 18.141                   | 259,94     | 70               | 242 700 276   | Communauté de communes     | 31. Dezember 1992  |
| Pays de Honfleur-Beuzeville         | 11/23                        | 27.103                   | 194,15     | 140              | 200 066 827   | Communauté de communes     | 23. September 2016 |
| Pays du Neubourg                    | 41/41                        | 22.537                   | 304,66     | 74               | 242 700 607   | Communauté de communes     | 15. Juni 2000      |
| Pont-Audemer Val de Risle           | 32/32                        | 32.563                   | 325,51     | 100              | 200 065 787   | Communauté de communes     | 22. September 2016 |
| Roumois Seine                       | 39/40                        | 41.773                   | 338,71     | 123              | 200 066 405   | Communauté de communes     | 16. September 2016 |
| Seine-Eure                          | 60/60                        | 102.892                  | 543,71     | 189              | 200 089 456   | Communauté d’agglomération | 1. September 2019  |
| Seine Normandie Agglomération       | 61/61                        | 82.981                   | 696,63     | 119              | 200 072 312   | Communauté d’agglomération | 19. Dezember 2016  |
| Vexin Normand                       | 39/39                        | 33.174                   | 346,05     | 96               | 200 071 843   | Communauté de communes     | 16. Dezember 2016  |